# Konfessionella skolor i Sverige

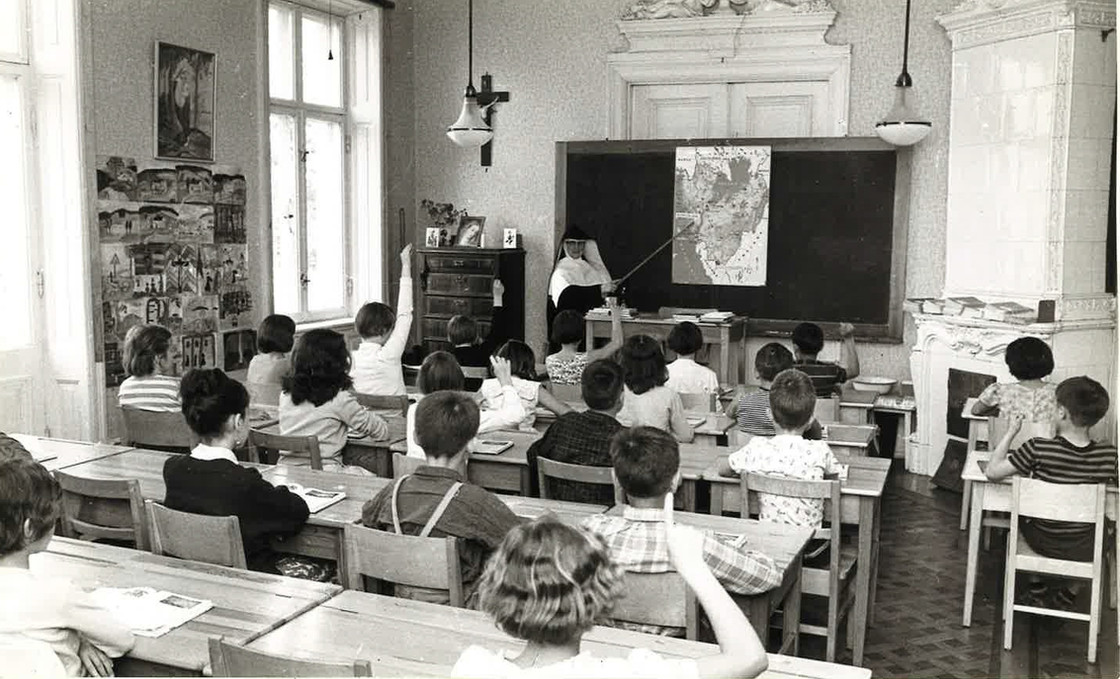
1938 övertar de tyska skolsystrarna skolan och tjänar både som internat, skola och bostad. Systrarna hyrde lokaler på Karl Gustavsgatan.

Konfessionella skolor i Sverige är en viss typ av fristående skolor som tillhör det offentliga skolväsendet i Sverige och som tillåts ha en konfessionell inriktning. I Sverige går cirka 1% av Sveriges elever i en konfessionell skola.
Till och med 1951 var det förbjudet att lära ut kristendomskunskap i skolan om man inte var medlem i Svenska kyrkan. Under 1960- och 1970-talet ökade möjligheten att gå till skolor vars värderingar och skolpraxis mötte minoriteters önskemål. I samband med detta öppnades nya religiösa skolor. 1997 införs en bestämmelse om att friskolor fick möjligheten att ha en konfessionell inriktning. Enligt skollagen (SFS 2010:800) får en huvudman i en friskola ha konfessionell inriktning.
I Sverige finns religiösa friskolor som är naturligtvis kristna och även judiska och muslimska. Skola med hinduisk profil har funnits i Sverige.

## Tillsyn
I likhet med det övriga skolväsendet är det Skolinspektionen som, sedan 1 oktober 2008, har tillsynsansvar för konfessionella skolor. Skolverket har gjort en undersökning av dem och konstaterar att det inte finns fler brister i konfessionella skolor än när det gäller övriga friskolor.
Skolverket har dock vid flera tillfällen uttalat kritik mot enstaka konfessionella skolor, som går ut på att de inte uppfyller den värdegrund som riksdagen har fastslagit för alla skolor. Ett exempel är Andreasgymnasiet i Göteborg, där skolan senare ändrade sig. År 2013 stängdes den islamiska Jasminskolan i Norrköping med omedelbar verkan på grund av en otrygg miljö för elever, bristande betygssättning och att rektorn saknade utbildning för sin tjänst. Skolans ledning åtalades för och dömdes till böter och villkorlig dom för bokföringsbrott.

## Förekomsten av konfessionella skolor
Enligt Skolverkets statistik för läsåret 2006/2007 fanns det totalt 64 fristående grundskolor med konfessionell inriktning och fem fristående gymnasieskolor med konfessionell inriktning. Av de 69 godkända konfessionella skolorna hade åtta en muslimsk profil, tre en judisk och 49 en kristen profil.

## Historik

### 1900-1950
1919 infördes en ny läroplan vilket resulterade i en stor förändring i relationen mellan kyrka, stat och skola. Frikyrkor som växte fram under väckelserörelsen på 1800-talet krävde inflytande på undervisningen i kristendomskunskap. Frikyrkorna vände sig emot att konfirmationsundervisningen skedde inom den ordinarie skolan. Man uteslöt Martin Luthers katekes som obligatoriskt läromedel och kom fram till kompromissen att fokus skulle läggas på bibeltexter.

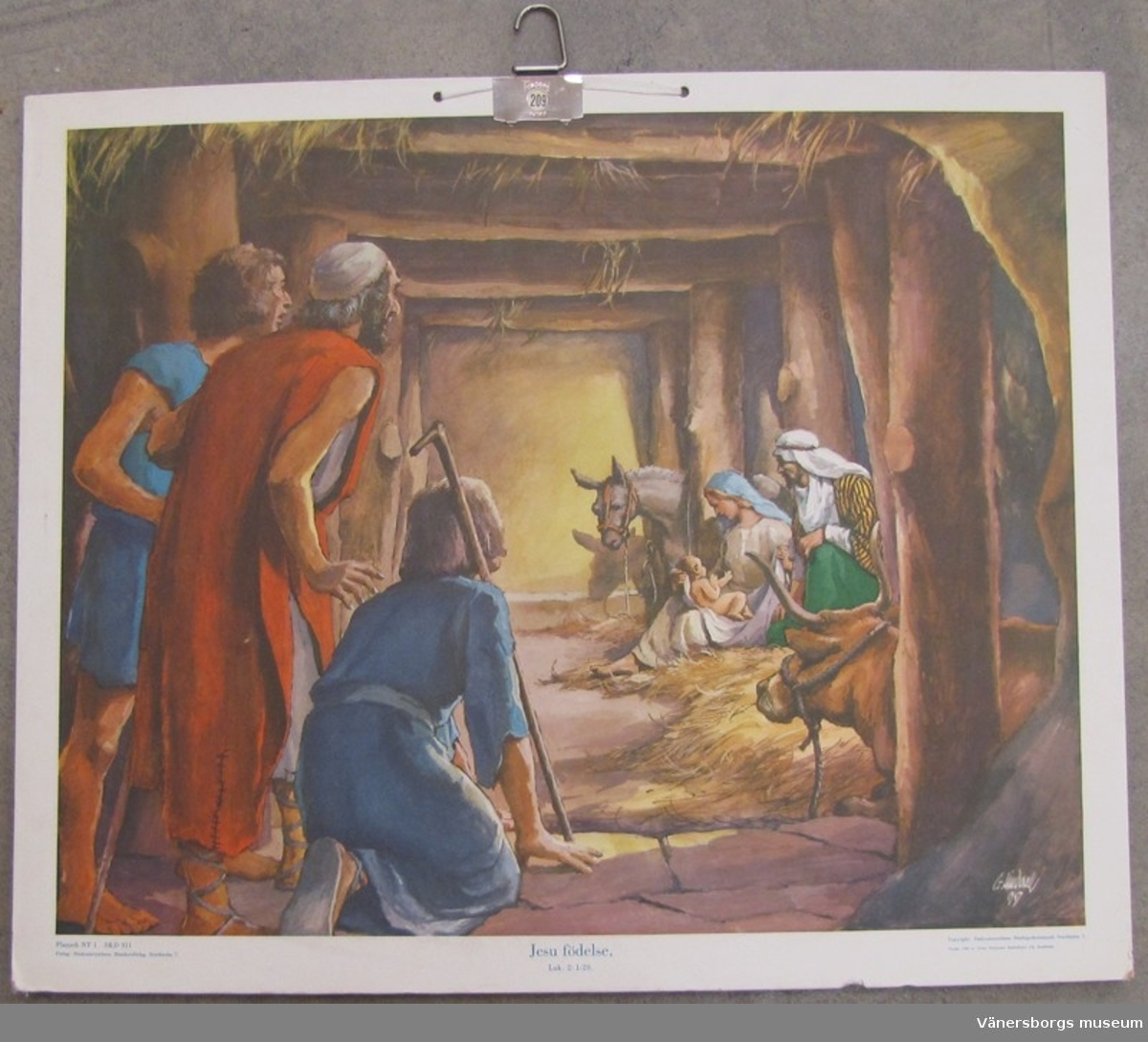
Skolplansch av Jesu födelse, tryckt år 1948.

Fram till 1951 var det obligatoriskt att vara medlem i Svenska kyrkan för att kunna lära ut kristendomskunskap. Under 1930-talet avskaffades plikten för lärare i kristendomskunskap att årligen delta i gudstjänster. Detta ansågs viktigt för att kontrollera luthersk moral och tro som präglade undervisningen.

### 1950-2000
1967 beslöt man att avskaffa religiös morgonsamling med en "objektiv morgonsamling". Anledningen bakom detta var att inkludera icke-religiösa livsåskådningar. En stor förändring skedde år 1969 då man bytte från kristendomskunskap till religionskunskap. Under 1960-talet avskaffades även morgonbönen och psalminlärande. Under 1960- samt 1970-talet ökade möjligheten för minoriteter att öppna skolor och för föräldrar att sända barn till en skola vars skolpraxis samt värdering som mötte minoriteternas önskemål och förväntningar. 1971 öppnades skolor i Örkelljunga och Göteborg. 1972 öppnades en annan i Örebro.
1992 genomfördes friskolereformen under regeringen Bildt. Friskolereformen innebar att fristående skolor fick möjligheten att få skolpeng från staten för varje elev. 1994 infördes en ny läroplan. Läroplanen nämnde att undervisningen skall vara icke-konfessionell. 1997 införde man en bestämmelse i skollagen, 1985 (SFS 1985:1100), att friskolor fick möjligheten till att ha en konfessionell inriktning. Ett krav i propositionen var att undervisningen skulle vara icke-konfessionell.

### 2000-
Från skollagen 2010 (SFS 2010:800) får huvudmannen i en fristående skola ha en konfessionell inriktning. Konfessionella inslag får dock inte finnas i undervisningen. Exempel på detta är morgonsamlingar och bönestunder. År 2017 beräknades 66 stycken grundskolor med konfessionell inriktning finnas i Sverige. Skolorna hade tillsammans cirka 9 300 elever och motsvarar 1 % av totala antalet elever. Tio skolor var muslimska, en judisk och resterande kristna. I juni 2019 införde Regeringen Löfven ett tilläggsdirektiv i utredningen om konfessionella slag i skolväsendet. Regeringens utredare Lars Arrhenius hade i uppdrag att lämna in förslag om etableringsstopp för religiösa friskolor. Uppdraget skulle redovisas senast den 19 december 2019. I februari 2022 föreslog regeringen Andersson skärpta regler för konfessionella fritidshem, förskolor och skolor. Förslaget skedde genom en lagrådsremiss som nämnde demokrativillkor samt att konfessionella inslag ska förtydligas.

## Olika inriktningar inom konfessionella skolor

### Judiska friskolor
2006 fanns tre judiska friskolor i Sverige. Dessa var Alexandraskolan, Beit Menachemskolan och Hillelskolan. Enligt Friskolornas riksförbund fanns 2017 endast en judisk friskola i Sverige. World Jewish Congress (WJC) räknade dock att det fanns två judiska skolor. En av dem är Hillelskolan i Stockholm och den andra Alexandraskolan i Göteborg. WJC ansåg att man bör etablera en ny skolform för nationella minoriteter där de själva får göra bedömningen över vad som är konfessionellt i deras kulturarv. De hänvisade detta till artikel 5 i Ramkonventionen om skydd för nationella minoriteter.
Den äldsta judiska friskolan i Sverige är Hillelskolan. Skolan startade 1954 med syftet att ekonomiskt och kulturellt stödja den judiska uppfostran samt stärka samhörigheten mellan judar i Israel och Sverige. Profilämnena på skolan är idag hebreiska och judiska studier. Beit Menachemskolan var verksam i Göteborg, men 2007 förlorade de sitt tillstånd. Anledningen bakom det indragna tillståndet var bland annat att man hade separerat på pojkar och flickor.

### Kristna friskolor
Kristna friskolor är den största grupperingen inom konfessionella skolor. 2017 beräknades drygt 55 av de 66 konfessionella skolor ha en kristen profil.

#### Protestantiska
1842 infördes folkskolan vilket innebar att församlingar skulle inrätta folkskolor. Detta var många församlingar negativa till. Luthers lilla katekes var den viktigaste läroboken. Kyrkoherden  skulle vara ordförande i skolstyrelsen. 1860 tillkom dissenterlagarna vilket resulterade i fler nya fristående kristna församlingar. I sin tur ville man bevara i folkskolan "den rena evangeliska läran". Detta resulterade i att kristna skolor tillkom. Under början av 1900-talet minskade den kristna prägeln i den statliga skolan samtidigt som oberoende skolor med kristen prägel etablerade sig.
Under 1930-talet började Adventistsamfundet att bedriva skolverksamhet på Ekebyholms slott. Detta handlade först om vuxen verksamhet. 1955 fick skolan realexamensbehörighet och 1964 studentexamensbehörighet. Skolan har idag tre profilområden: internationalisering, idrott och hälsa samt musik. 2006 gick cirka 300 elever på skolan som idag heter Ekebyholmsskolan.
1986 startade Kristna skolan (då Södermalmskyrkans kristna skola). Vid uppstarten hade skolan inget tillstånd, men efter ansökan godkändes det. Skolan har en koppling till We Are One Church (Södermalmskyrkan). Skolan speglar församlingens internationella prägel. Skolan har idag 290 elever från förskoleklass till nionde klass och hälften av eleverna har ett annat modersmål än svenska. Skolan har bland annat haft morgonbön.

#### Katolska

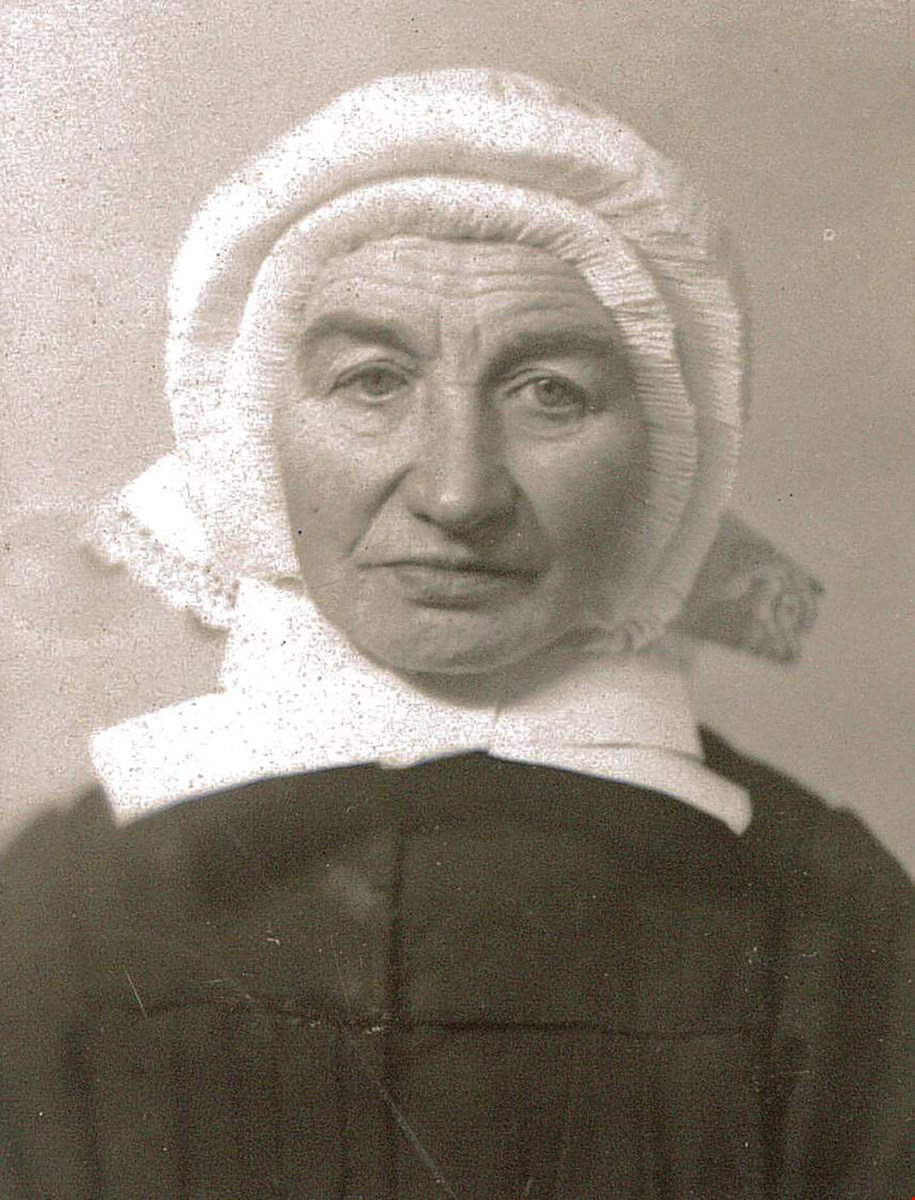
Syster Celsa arbetade som lärarinna på Katolska pojkskolan vid Götgatan 58A i Stockholm.

Sveriges första katolska skola grundades 1795 på Södermalm, Stockholm. 1845 inrättade den bayerske prästen Johann Georg Huber en katolsk pojkskola på Norra Smedjegatan. En flickskola var belagd i samma byggnad och fransyskan Caroline de Bogen hade ansvar för flickornas undervisning. Man undvek samundervisning med pojkskolan. I samband med att folkskolan inrättades 1842 förbättrades skolundervisningen. År 1861 inrättades en katolsk pojkskola och skolhem på Götgatan 58A. Rektorn på skolan var Johann Georg Huber. Elisabetsystrar från Polen och Tyskland var utbildade lärarinnor och bodde och arbetade i byggnaden. År 1862 startades en annan katolsk skola av Sankt Josef-systrarna från Chambéry i Frankrike. Syftet med skolans grundande var att ge fattiga katolska barn en utbildning. Idag heter skolan Franska skolan. I samband med att fler församlingar skapades resulterade det i att nya katolska skolor bildades.
En flickskola som var populär bland både katoliker och protestanter var Mariadöttrarnas skola som senare kallades Slavonska skolan. 1878 hade skolan 160 elever varav två tredjedelar var protestanter. Under religionsundervisningen hade de protestantiska eleverna en protestantisk religionslärare. Kongregationen valde att stänga skolan 1892 då verksamheten gick med stor förlust.
Idag finns endast tre katolska skolor. Dessa är belagda i Stockholm, Lund och Göteborg. Skolan i Stockholm heter St Eriks katolska skola, i Lund St Thomas skola och i Göteborg Katolska skolan av Notre Dame.

### Muslimska friskolor
Den första muslimska friskolan i Sverige öppnades 1993 i Rosengård, Malmö. Exempel på muslimska friskolor år 2017 är Ögårdsskolan i Malmö, Kunskapsljuset i Norrköping, Al-Azaharskolan i Stockholm och Imanskolan i Uppsala.
Den muslimska friskolan Kunskapsljuset började sin verksamhet 1998. Skolan har elever från förskoleklass till årskurs 6. Kunskapsljuset har en språk- och kulturinriktning. Skolan erbjuder kostnadsfri skolskjuts, speciellt för dem som bor långt bort från skolan.
Ögårdsskolan drivs av Islamic Centers församling i Malmö. Skolan har elever från förskoleklass till årskurs 6.

### Haare Krishnarörelsens skola
1979 startade International Society for Krishna Consciousness (ISKCON) den första grundskolan i Sverige med hinduisk profil. Skolan kallades Krishnaskolan och var belägen i Grödinge utanför Stockholm. 1982 flyttades skola till Järna. Fram till 1984 fungerade Krishnaskolan som en internatskola, och elverna levde med lärare inom rörelsen.
För att ge skolan legal status begärde man tillstånd om att betecknas som privatskola. Samtidigt uppmanade skolmyndigheten  föräldrarna att sätta sina barn i kommunal skola och på 1980-talet ökade kraven på att skolan skulle stängas. Mellan 1984 och 2000 hade skolan en typ av hemundervisning. Under hösten 2000 öppnade skolan som en konfessionell friskola med tillstånd från Skolverket. 2003 stängdes skolan ner.

## Riksdagspartiernas ståndpunkt runt konfessionella skolor

### Centerpartiet
2018 skrev Centerpartiet på sin hemsida att de är för det fria skolvalet och de religiösa friskolorna. De ansåg att det inte var lägligt att stoppa alla religiösa friskolor, men att de ska vara under god tillsyn. I samband med 73-punktsprogrammet gick Centerpartiet med på att stoppa nya religiösa friskolor med Liberalerna och regeringen Löfven.

### Kristdemokraterna
Kristdemokraterna är för religiösa friskolor. 2018 ansåg partiet att konfessionella skolor inte är det stora problemet i svensk skola, men att det finns problem. De ville se tillsyn och uppföljning. Kristdemokraterna vill även att man ska ha möjlighet att stänga ner skolor som inte lever upp till svensk lagstiftning. 2018 ansåg dem att ett förbud och nedstängning av alla religiösa friskolor skulle vara kollektiv bestraffning och att man ska värna om valfriheten. Partiet har även refererat till att rätten till religionsfrihet som är stadgad i Europakonventionen.

### Liberalerna
Liberalerna anser att religiösa friskolor riskerar att öka segregationen och att eleverna hamnar i en ojämlik, icke sekulär och ensidig kulturell skolmiljö. De vill att reglerna för konfessionella skolor ska skärpas, etablering av nya konfessionella skolor ska stoppas och utökning på befintliga skolor ska ej utökas. De vill inte se könsuppdelning i skolorna och anser att religiösa slag i skolorna ska vara frivilliga.

### Miljöpartiet
Till och med 2019 stod Miljöpartiet bakom idén om konfessionella friskolor. Partiet hade denna hållning utifrån att den svenska lagen säger att konfessionella inslag ska vara frivilliga, en gemensam läroplan och en skolinspektion som ska kontrollera att detta efterlevs. Sedan 2019 vill Miljöpartiet förbjuda konfessionella skolor. Beslutet tog på partiets kongress i Örebro där 28 miljöpartister inlämnat motion om stopp för konfessionella skolor. Partistyrelsen vädjade om avslag på motionen "Säg nej till religiösa friskolor".

### Moderaterna
Moderaterna vill se ett stopp för nya religiösa friskolor. 2018 kommenterade moderaten Ulf Kristersson att de inte tycker "lagstiftningen är tillräckligt bra i dag, det var aldrig avsikten att man skulle kunna missbruka friskolereformen för religiös extremism".

### Socialdemokraterna
Socialdemokraterna vill se ett förbud mot konfessionella skolor. 2019 ansåg dem att skiljande av elever på grund av religion eller kön inte var förenligt med den svenska modellen. Partiet har däribland gett Skolverket i uppdrag att förtydliga läroplanen och motverka könsuppdelad undervisning. Socialdemokraterna tillsatte även en utredning runt konfessionella skolor samt gjort ett lagförslag om att införa en lämplighetsprövning för den som vill driva en friskola.

### Sverigedemokraterna
2020 ansåg Sverigedemokraterna att man bör skärpa tillsynen betydligt på konfessionella friskolor i samband med att det har funnits problem och avsteg från läroplanen. 2020 tyckte dem att tillskärpningen på skolorna ska vara likvärdiga oavsett religiös inriktning. 2019 skrev riksdagsledamoten Richard Jomshof ett förslag om att förbjuda muslimska friskolor. Argumentationen bakom var att problemen i dem muslimska friskolorna är stora. 2022 skrev Richard Jomshof en debattartikel om att lägga ner muslimska friskolor.

### Vänsterpartiet
Vänsterpartiet är emot religiösa friskolor. De anser att utövandet av religion inte hör hemma i skolan. I en intervju svarade den tidigare partiledaren Jonas Sjöstedt att det är "helt fel att vi i Sverige har skolor som indoktrinerar barn i en viss religion". 2021 skrev Vänsterpartiet Örebro att "barn redan i förskolan och skolan sätts i olika skolor utifrån föräldrarnas egen religion förstärker tyvärr bara klyftor och segregation". De skrev även att obligatoriska som frivilliga inslag icke skall förekomma i skolor.

## Sveriges lagstiftning

### Skollagen om konfessionella skolor
I kapitel 1 inom skollagen (SFS 2010:800) berörs konfessionella skolor i två paragrafer. 6§ nämner att i en förskoleenhet eller skolenhet med en offentlig huvudman ska man ha en utbildning som är icke-konfessionell. I 7§ står det att undervisningen på fristående förskolor, fritidshem och skolor ska vara icke-konfessionell. Utöver detta får utbildningen innehålla en konfessionell inriktning, dock ska deltagandet av de konfessionella inslagen vara frivilliga.

### Rättslig reglering utifrån Europakonventionen
Sverige undertecknade Europakonventionen den 28 november 1950 och ratificerade den 4 februari 1952. Det svenska erkännandet skedde successivt var femte år. 1994 fastställde riksdagen ett skydd av de mänskliga rättigheterna inskrivna i Europakonventionen gäller för svenskar.
Två nämnda artiklar i frågan om religiösa friskolor är artikel 2 och artikel 9 i Europakonventionen. I artikel 2 står det att ingen individ får förvägras rätten till utbildning. I artikeln står det även att staten skall respektera "föräldrarnas rätt att tillförsäkra sina barn sådan utbildning och undervisning som står i överensstämmelse med föräldrarnas religiösa och filosofiska övertygelse". Artikel 9 är uppdelad i 1 och 2. Den första delen av artikeln nämner rätten till tankefrihet, samvetsfrihet och religionsfrihet. Delen fortsätter med att bland annat skriva att man har rätt att byta tro och utöva det ensam eller i grupp. Den andra delen nämner att man endast får underkasta friheten av utövning när begränsningar är underskrivna i lag och "som i ett demokratiskt samhälle är nödvändiga med hänsyn till den allmänna säkerheten, till skydd för allmän ordning, hälsa eller moral eller till skydd för andra personers fri- och rättigheter".

## Debatt
Den ena sidan av debatten som är emot konfessionella friskolor i Sverige har nämnt att denna typ av skolor blir en plats där rekryteringsbasen för terrorism sker. Rädslan för sekter och religiösa friskolor som efterliknar dessa sekter är ett annat problembild som tas upp. Andra uppfattar att skolorna kan påverka sammanhållningen i samhället negativt. Liberala debattörer har tagit upp risken för att fördomar och intolerans frodas. 2017 kom det fram att Al-Azharskolan i Vällingby hade separerat flickorna och pojkarna på en buss. Året innan kom det fram att samma skola hade haft könsuppdelade gymnastiklektioner. I samband med avslöjandet bad Stefan Löfven den tidigare utbildningsministern Gustav Fridolin och Anna Ekström att ta kontakt med myndigheterna och se vilka förslag myndigheterna tar fram för minska segregationen. 2018 kritiserades den kristna friskolan Hällebergsskolan i Ljungskile för att ha haft en bristande undervisning i idrott samt sex och samlevnad. Inom idrotten handlade det exempelvis om att pardans inte lärdes ut, med förklaringen att fysisk kontakt före giftermål inte skall förekomma.
Laboraskolan figurerar ibland i debatten om konfessionella skolor. Plymouthbröderna ansökte om att få starta en konfessionell skola, men fick avslag på sin ansökan. Beslutet överklagades till Länsrätten i Stockholms län, som i en dom den 22 juni 2007 Laboraskolan AB tillstånd att bedriva grundskola årskurs 6–9 och gymnasieskola med inriktning motsvarande industri-programmet som icke-konfessionell friskola.
Skolan har anklagats för att isolera elever, censurera litteraturen och att hindra flickorna på skolan i sina studier.
Konventioner har använts som ett argument för att få bedriva konfessionella skolor. I Europakonventionen om de mänskliga rättigheterna står det i artikel två att "staten respektera föräldrarnas rätt att tillförsäkra sina barn sådan utbildning och undervisning som står i överensstämmelse med föräldrarnas religiösa och filosofiska övertygelse". När Socialdemokraterna diskuterade att  förbjuda konfessionella skolor sade rektorn Mats Hansén på St Eriks katolska skola att de skulle överklaga förbudet till Europadomstolen. 2019 skrev ADF International en rapport över förbättringsmöjligheter i Sverige däribland i frågan om konfessionella skolor. I rapporten rekommenderade dem att se över lagstiftningsförlag om att stoppa religiösa skolor samt att respektera rätten om att föräldrar skall ha möjlighet att utbilda sina barn utifrån sin livsskådning. Andra debattörer anser att ingen skola kan vara värdeneutral och alla skolor har en dominerande livsåskådning som kan vara outtalad eller uttalad. Bo Nyberg, ordförande för det Kristna Friskolerådet ansåg 2016 att den sekulära humanismen, som används i svensk skola, betecknades som en livsåskådning och får särbehandling. Andra debattörer uppfattar ett förbud av alla konfessionella skolor som en kollektiv bestraffning, och detta anser man strider mot den svenska lagen.

### Fotnoter
1. ↑  Nordin, Gunilla. ”Forskare: "Nyansera bilden av religiösa friskolor" - Stockholms universitet”. www.su.se. https://www.su.se/nyheter/forskare-nyansera-bilden-av-religi%C3%B6sa-friskolor-1.538362. Läst 13 november 2021.
2. 1 2 3  ”Skolans religiösa historia: Om övergången från statlig kristendom till statlig religionskritisk sekularism | FÖRENINGEN SVENSK UNDERVISNINGSHISTORIA // TIDSKRIFTEN VÄGVAL i SKOLANS HISTORIA”. https://undervisningshistoria.se/skolans-religiosa-historia-om-overgangen-fran-statlig-kristendom-till-statlig-religionskritisk-sekularism/. Läst 13 februari 2022.
3. ↑   Religiösa friskolor i Sverige : historiska och nutida perspektiv. Studentlitteratur. 2007. ISBN 978-91-44-00358-0. OCLC 185216055. https://www.worldcat.org/oclc/185216055. Läst 13 februari 2022
4. 1 2  ”Förbud mot konfessionella skolor? | SvJT”. svjt.se. https://svjt.se/svjt/2018/525. Läst 13 februari 2022.
5. 1 2  ”Förbud mot konfessionella skolor? | SvJT”. svjt.se. https://svjt.se/svjt/2018/524. Läst 13 februari 2022.
6. ↑  ”Konfessionella skolor”. Friskolornas riksförbund. https://www.friskola.se/konfessionella-skolor/. Läst 13 februari 2022.
7. 1 2  Congress, World Jewish. ”World Jewish Congress” (på engelska). World Jewish Congress. https://www.worldjewishcongress.org/sv/about/sv_tab_07. Läst 3 januari 2022.
8. ↑   Religiösa friskolor i Sverige : historiska och nutida perspektiv. Studentlitteratur. 2007. sid. 137. ISBN 978-91-44-00358-0. OCLC 185216055. https://www.worldcat.org/oclc/185216055. Läst 13 februari 2022
9. ↑  Inte fler brister i konfessionella skolor- Från Skolverkets webbplats Arkiverad 25 december 2007 hämtat från the Wayback Machine.
10. ↑  Beslut på Skolverkets webbplats[död länk]
11. ↑  ”Skolinspektionen stänger Jasminskolan”. 19 mars 2013. http://www.nt.se/nyheter/skolinspektionen-stanger-jasminskolan-8409456.aspx. Läst 29 mars 2017.
12. ↑  ”Skolinspektionen stänger friskola i Norrköping”. svt.se. http://www.svt.se/nyheter/lokalt/ost/skolinspektionen-stanger-friskola-i-norrkoping. Läst 29 mars 2017.
13. ↑  ”Nu döms Jasminskolans ledamöter”. 10 november 2014. http://www.nt.se/nyheter/norrkoping/nu-doms-jasminskolans-ledamoter-10350931.aspx. Läst 29 mars 2017.
14. ↑  Skolverkets rapport 298[död länk]
15. ↑  ”Skolans religiösa historia: Om övergången från statlig kristendom till statlig religionskritisk sekularism | FÖRENINGEN SVENSK UNDERVISNINGSHISTORIA // TIDSKRIFTEN VÄGVAL i SKOLANS HISTORIA”. 5 januari 2020. https://undervisningshistoria.se/skolans-religiosa-historia-om-overgangen-fran-statlig-kristendom-till-statlig-religionskritisk-sekularism/. Läst 30 oktober 2021.
16. ↑   Religiösa friskolor i Sverige : historiska och nutida perspektiv. Studentlitteratur. 2007. sid. 61. ISBN 978-91-44-00358-0. OCLC 185216055. https://www.worldcat.org/oclc/185216055. Läst 10 januari 2022
17. ↑   Religiösa friskolor i Sverige : historiska och nutida perspektiv. Studentlitteratur. 2007. sid. 104. ISBN 978-91-44-00358-0. OCLC 185216055. https://www.worldcat.org/oclc/185216055. Läst 10 januari 2022
18. ↑  ”Friskolereformen - Lärarnas Riksförbund”. web.archive.org. 29 december 2016. Arkiverad från originalet den 29 december 2016. https://web.archive.org/web/20161229033118/http://www.lr.se/yrketsforutsattningar/friskolorochprivatsektor/friskolereformen.4.4d5024051536638a4fcdc929.html. Läst 8 december 2021.
19. ↑  ”Läroplan för det obligatoriska skolväsendet, förskoleklassen och fritidshemmet Lpo 94”. Skolverket. https://www.skolverket.se/download/18.6bfaca41169863e6a6549cc/1553957866629/pdf1069.pdf. Läst 8 december 2021.
20. ↑  ”Konfessionella skolor”. Friskolornas riksförbund. https://www.friskola.se/konfessionella-skolor/. Läst 21 oktober 2021.
21. ↑  Regeringskansliet, Regeringen och (3 juni 2019). ”Stopp för nya religiösa friskolor utreds”. Regeringskansliet. https://www.regeringen.se/pressmeddelanden/2019/06/stopp-for-nya-religiosa-friskolor-utreds/. Läst 13 november 2021.
22. ↑  Regeringskansliet, Regeringen och (4 februari 2022). ”Skärpta regler för konfessionella inslag i skolan”. Regeringskansliet. https://www.regeringen.se/pressmeddelanden/2022/02/skarpta-regler-for-konfessionella-inslag-i-skolan/. Läst 10 februari 2022.
23. ↑  Berglund, Jenny (2007). Religiösa friskolor i Sverige: historiska och nutida perspektiv. sid. 10. Läst 23 februari 2022
24. ↑   Religiösa friskolor i Sverige : historiska och nutida perspektiv. Studentlitteratur. 2007. sid. 119. ISBN 978-91-44-00358-0. OCLC 185216055. https://www.worldcat.org/oclc/185216055. Läst 3 januari 2022
25. ↑  ”Konfessionella skolor”. Friskolornas riksförbund. https://www.friskola.se/konfessionella-skolor/. Läst 3 januari 2022.
26. ↑   Religiösa friskolor i Sverige : historiska och nutida perspektiv. Studentlitteratur. 2007. sid. 122. ISBN 978-91-44-00358-0. OCLC 185216055. https://www.worldcat.org/oclc/185216055. Läst 3 januari 2022
27. ↑  ”Judiska profilen – Hillel”. https://hillel.nu/judiska-profilen-2/. Läst 3 januari 2022.
28. ↑  ”Judisk skola förlorar tillstånd efter kritik”. www.aftonbladet.se. https://www.aftonbladet.se/a/p6BE26. Läst 21 oktober 2021.
29. ↑  ”Konfessionella skolor”. Friskolornas riksförbund. https://www.friskola.se/konfessionella-skolor/. Läst 3 december 2021.
30. ↑  augusti 2020, Text-David Wasterfors 16 (16 augusti 2020). ”Ingen lätt start för den nya folkskolan”. Popularhistoria.se. https://popularhistoria.se/samhalle/utbildning/skolstart-den-svenska-folkskolans-historia. Läst 3 december 2021.
31. ↑  ”Historia – Kristna Friskolerådet”. https://www.kristenfriskola.se/om-oss/historia/. Läst 3 december 2021.
32. ↑   Religiösa friskolor i Sverige : historiska och nutida perspektiv. Studentlitteratur. 2007. sid. 160. ISBN 978-91-44-00358-0. OCLC 185216055. https://www.worldcat.org/oclc/185216055. Läst 21 februari 2022
33. ↑  ”Profil | Kristna Skolan”. www.kristnaskolan.se. https://www.kristnaskolan.se/profil/. Läst 8 december 2021.
34. ↑  ”Historik – S:t Eriks katolska skola”. https://www.sterikskatolskaskola.se/om-skolan/historik/. Läst 14 november 2021.
35. 1 2 3  ”Katolska skolor i Sverige 1750–1960”. Signum. 1 mars 2021. https://signum.se/artikelarkiv/katolska-skolor-i-sverige-1750-1960/. Läst 18 november 2021.
36. ↑  ”Lärarinnor vid Katolska pojkskolan under sent 1800-tal”. Stockholmskällan. https://stockholmskallan.stockholm.se/post/31266. Läst 18 november 2021.
37. ↑  ”Skolans historia – Franska Skolan”. https://www.franskaskolan.se/54-2/skolans-historia/. Läst 18 november 2021.
38. ↑  ”Grundskolor | Katolska kyrkan”. www.katolskakyrkan.se. https://www.katolskakyrkan.se/i-sverige/laroanstalter-och-skolor/grundskolor. Läst 14 november 2021.
39. ↑   Religiösa friskolor i Sverige : historiska och nutida perspektiv. Studentlitteratur. 2007. sid. 89. ISBN 978-91-44-00358-0. OCLC 185216055. https://www.worldcat.org/oclc/185216055. Läst 13 januari 2022
40. ↑  ”Lista: Sveriges religiösa friskolor”. skolvarlden.se. Arkiverad från originalet den 18 november 2021. https://web.archive.org/web/20211118164113/https://skolvarlden.se/artiklar/lista-sveriges-religiosa-friskolor. Läst 18 november 2021.
41. ↑  ”Om oss – Kunskapsljuset”. Arkiverad från originalet den 1 december 2021. https://web.archive.org/web/20211201012132/https://kunskapsljuset.se/om-oss/. Läst 13 december 2021.
42. ↑  ”Om Skolan – Ögårdsskolan”. Arkiverad från originalet den 2 december 2020. https://web.archive.org/web/20201202023237/http://ogardsskolan.se/om-skolan/. Läst 13 december 2021.
43. ↑   Religiösa friskolor i Sverige : historiska och nutida perspektiv. Studentlitteratur. 2007. sid. 142. ISBN 978-91-44-00358-0. OCLC 185216055. https://www.worldcat.org/oclc/185216055. Läst 21 februari 2022
44. ↑   Religiösa friskolor i Sverige : historiska och nutida perspektiv. Studentlitteratur. 2007. sid. 143-149. ISBN 978-91-44-00358-0. OCLC 185216055. https://www.worldcat.org/oclc/185216055. Läst 3 januari 2022
45. ↑  ”Religiösa friskolor”. www.centerpartiet.se. 22 augusti 2018. https://www.centerpartiet.se/var-politik/fragor-och-svar/faq/2018-08-22-religiosa-friskolor. Läst 21 oktober 2021.
46. ↑  Helmerson, Katarina; Runblom, Karin; Karin.Runblom@sverigesradio.se (3 juni 2019). ”Stopp för nya religiösa friskolor kritiseras”. Sveriges Radio. https://sverigesradio.se/artikel/7235204. Läst 21 oktober 2021.
47. ↑  Reuterskiöld, Annie (13 mars 2018). ”KD:s vallöfte: ”Kommer inte stänga religiösa friskolor””. Svenska Dagbladet. ISSN 1101-2412. https://www.svd.se/kd-vart-vallofte-blir-att-inte-stanga-religiosa-friskolor. Läst 21 oktober 2021.
48. ↑  ”KD: Rucka inte på rätten att välja skola”. Altinget.se. 6 februari 2020. https://www.altinget.se/artikel/kd-rucka-inte-paa-ratten-att-valja-skola. Läst 21 oktober 2021.
49. ↑  ”Religiösa friskolor”. Liberalerna. https://www.liberalerna.se/politik/religiosa-friskolor. Läst 21 oktober 2021.
50. ↑  ”MP: Vi är emot S förbud mot religiösa friskolor”. www.mitti.se. 8 juni 2018. https://www.mitti.se/asikt-debatt/mp-vi-ar-emot-s-forbud-mot-religiosa-friskolor/reprfd!C8om0SBoX77vfWTGKZtcew/. Läst 21 oktober 2021.
51. ↑  ”Lista: Så tycker partierna om religiösa friskolor”. Morgontidningen. 3 november 2021. http://www.morgontidningen.se/2021/11/lista-sa-tycker-partierna-om-religiosa-friskolor/. Läst 10 februari 2022.
52. ↑  ”Miljöpartiet på rätt väg i frågan om religiösa friskolor”. humanisterna.se. 6 maj 2019. https://humanisterna.se/nyheter/miljopartiet-pa-ratt-vag-i-fragan-om-religiosa-friskolor/. Läst 10 februari 2022.
53. ↑  ”Moderaterna: Stopp för nya religiösa friskolor”. www.expressen.se. 3 september 2018. https://www.expressen.se/nyheter/val-2018/moderaterna-stopp-for-nya-religiosa-friskolor-/. Läst 22 oktober 2021.
54. ↑  ”Förbud mot religiösa friskolor”. www.socialdemokraterna.se. 23 juli 2019. https://www.socialdemokraterna.se/nyheter/nyheter/2018-03-13-forbud-mot-religiosa-friskolor. Läst 21 oktober 2021.
55. ↑  ”Friskolor”. Sverigedemokraterna. 3 maj 2020. Arkiverad från originalet den 21 oktober 2021. https://web.archive.org/web/20211021090330/https://sd.se/our-politics/friskolor/. Läst 21 oktober 2021.
56. ↑  Riksdagsförvaltningen. ”Förbud mot muslimska friskolor Motion 2019/20:2687 av Richard Jomshof (SD) - Riksdagen”. www.riksdagen.se. https://www.riksdagen.se/sv/dokument-lagar/dokument/motion/forbud-mot-muslimska-friskolor_H7022687. Läst 21 oktober 2021.
57. ↑  Jomshof, Av Richard; Sverigedemokraterna, partisekreterare och riksdagsledamot. ”Lägg ner muslimska friskolor - de bidrar inte med något positivt”. Dagen. https://www.dagen.se/debatt/2022/02/16/lagg-ner-muslimska-friskolor-de-bidrar-inte-med-nagot-positivt/. Läst 24 februari 2022.
58. ↑  ”Jonas Sjöstedt vill stänga religiösa friskolor: "Jag tycker att det är väldigt upprörande"”. www.expressen.se. 5 april 2017. https://www.expressen.se/nyheter/sjostedt-vill-stanga-religiosa-friskolor/. Läst 21 oktober 2021.
59. ↑  ”Avskaffa religiösa och vinstdrivna skolor och förskolor”. Vänsterpartiet Örebro. 5 juli 2021. https://orebro.vansterpartiet.se/avskaffa-religiosa-och-vinstdrivna-skolor-och-forskolor/. Läst 22 februari 2022.
60. ↑  Riksdagsförvaltningen. ”Skollag (2010:800) Svensk författningssamling 2010:2010:800 t.o.m. SFS 2021:452 - Riksdagen”. www.riksdagen.se. https://www.riksdagen.se/sv/dokument-lagar/dokument/svensk-forfattningssamling/skollag-2010800_sfs-2010-800. Läst 5 januari 2022.
61. ↑  ”Inkorporering av Europakonventionen och andra fri- och rättighetsfrågor Proposition 1993/94:117 - Riksdagen”. www.riksdagen.se. https://www.riksdagen.se/sv/dokument-lagar/dokument/proposition/inkorporering-av-europakonventionen-och-andra_GH03117/html. Läst 5 januari 2022.
62. ↑   Religiösa friskolor i Sverige : historiska och nutida perspektiv. Studentlitteratur. 2007. sid. 27. ISBN 978-91-44-00358-0. OCLC 185216055. https://www.worldcat.org/oclc/185216055. Läst 10 januari 2022
63. 1 2  Europeiska konventionen om skydd för de mänskliga rättigheterna, Europeiska domstolen för de mänskliga rättigheterna Council of Europe. Protokoll till konventionen om skydd för de mänskliga rättigheterna och de grundläggande friheterna. Artikel 2. https://www.echr.coe.int/documents/convention_swe.pdf s.34. Läst 20 februari 2022.
64. ↑  Europeiska konventionen om skydd för de mänskliga rättigheterna, Europeiska domstolen för de mänskliga rättigheterna Council of Europe. Konventionen om skydd för de mänskliga rättigheterna och de grundläggande friheterna. Artikel 9. https://www.echr.coe.int/documents/convention_swe.pdf s.11. Läst 20 februari 2022.
65. ↑  ”Konfessionella friskolor – samhällsproblem eller mänsklig rättighet?”. Timbro. 26 april 2018. https://timbro.se/integration/konfessionella-friskolor-samhallsproblem-eller-mansklig-rattighet/. Läst 22 oktober 2021.
66. ↑  ”Skola tvingar flickor att gå in längst bak i bussen”. www.expressen.se. https://www.expressen.se/nyheter/skola-tvingar-flickorna-langst-bak-i-bussen/. Läst 23 november 2021.
67. ↑  ”Stefan Löfven om skolans uppdelning på bussen: ”Avskyvärt””. www.expressen.se. https://www.expressen.se/nyheter/skola-delar-upp-elever-efter-kon-avskyvart/. Läst 23 november 2021.
68. ↑  Nilsson, Maja (22 oktober 2018). ”Skolinspektionen riktar kritik mot kristen friskola”. SVT Nyheter. https://www.svt.se/nyheter/lokalt/vast/skolinspektionen-riktar-kritik-mot-kristen-friskola. Läst 23 november 2021.
69. ↑  Från Skolverkets webbplats[död länk]
70. ↑  ”Från Skolinspektionens webbplats”. Arkiverad från originalet den 20 augusti 2010. https://web.archive.org/web/20100820235748/http://www.skolinspektionen.se/Documents/Rapporter/laboraskolan-grund.pdf?epslanguage=sv. Läst 11 maj 2010.
71. ↑  ”Varnar för sektskolan”. Aftonbladet. https://www.aftonbladet.se/a/bK7oR5. Läst 1 december 2019.
72. ↑  ”Katolska skolan som trotsar S-beslutet”. https://www.youtube.com/watch?v=bGkrYgxKz7s. Läst 14 november 2021.
73. ↑  Submission to the 34th Session of the Human Rights Council’s Universal Periodic Review Working Group. July 2019, Geneva, Switzerland: SWEDEN. s.6. Läst 24 februari 2022.
74. ↑  ”Debatt: Viktigt att inse att inga skolor är värdeneutrala”. Altinget.se. https://www.altinget.se/artikel/debatt-viktigt-att-inse-att-inga-skolor-ar-vardeneutrala. Läst 16 november 2021.
75. ↑  ”Kristna friskolor lyckas bättre med integrationen”. www.dagenssamhalle.se. https://www.dagenssamhalle.se/samhalle-och-valfard/skola/kristna-friskolor-lyckas-battre-med-integrationen/. Läst 16 november 2021.